# Borgir (bergstopp)
Borgir är en bergstopp i republiken Island. Den ligger i regionen Västlandet, 40 km nordost om huvudstaden Reykjavík. Toppen på Borgir är 383 meter över havet, eller 103 meter över den omgivande terrängen. Bredden vid basen är 2,0 km.
Trakten runt Borgir är nära nog obefolkad, med mindre än två invånare per kvadratkilometer. Det finns inga samhällen i närheten. Trakten runt Borgir består i huvudsak av gräsmarker.